# Friern Barnet Urban District

Friern Barnet in der früheren Grafschaft Middlesex

Der Urban District of Friern Barnet war ein Bezirk im Ballungsraum der britischen Hauptstadt London. Er existierte von 1875 bis 1965 und lag im Nordosten der ehemaligen Grafschaft Middlesex.

## Geschichte
Friern Barnet war ursprünglich ein Civil parish in der Harde (hundred) Ossulstone. 1875 wurde ein ländlicher Gesundheitsdistrikt (rural sanitary district) mit Sitz in Barnet geschaffen, der erweiterte Befugnisse im Infrastrukturbereich besaß. Aufgrund einer Petition von grundsteuerpflichtigen Einwohnern bildete die Gemeinde ab 1884 einen eigenen Gesundheitsdistrikt, der sich zehn Jahre später als Urban District rekonstituierte.
Bei der Gründung der Verwaltungsregion Greater London im Jahr 1965 entstand der London Borough of Barnet. Dabei schlossen sich Friern Barnet und die Municipal Boroughs Finchley und Hendon in der Grafschaft Middlesex sowie die Urban Districts Barnet und East Barnet in der Grafschaft Hertfordshire zusammen.

## Statistik
Die Fläche betrug 1342 acres (5,43 km²). Die Volkszählungen ergaben folgende Einwohnerzahlen:
| Jahr      | 1901   | 1911   | 1921   | 1931   | 1951   | 1961   |
| Einwohner | 11.566 | 14.924 | 17.375 | 23.101 | 29.163 | 28.813 |